# البوسنة (منطقة)
البوسنة (بالبوسنوية: Bosna/Босна)‏ هي المنطقة الشمالية من البوسنة والهرسك وتشمل حوالي 80% من مساحة الدولة؛ المنطقة المسماة - الجزء الجنوبي - هي الهرسك. البوسنة هو اسم غير رسمي للدولة كلها.
المنطقتان كونَّا كيان جغرافي سياسي منذ العصور الوسطى، واسم «البوسنة» كان يشير في معظم الحالات إلى المنطقتين. الاستخدام الرسمي للاسم المركب بدأ فقط في حقبة متأخرة من الحكم العثماني.

## معرض الصور

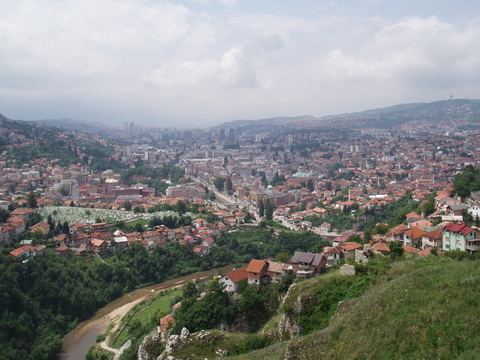
سراييفو - منظر من الشرق.
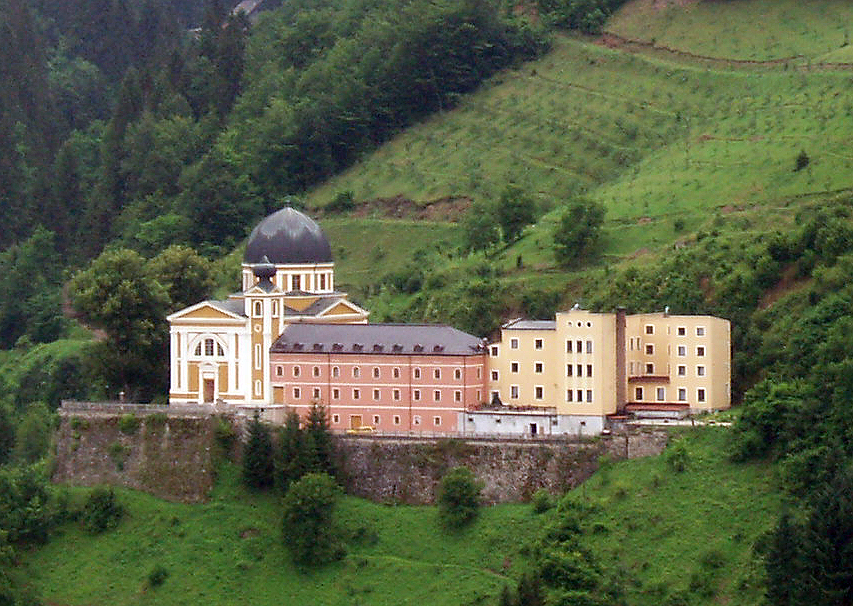
دير فوجنيكا فرانسيسكان
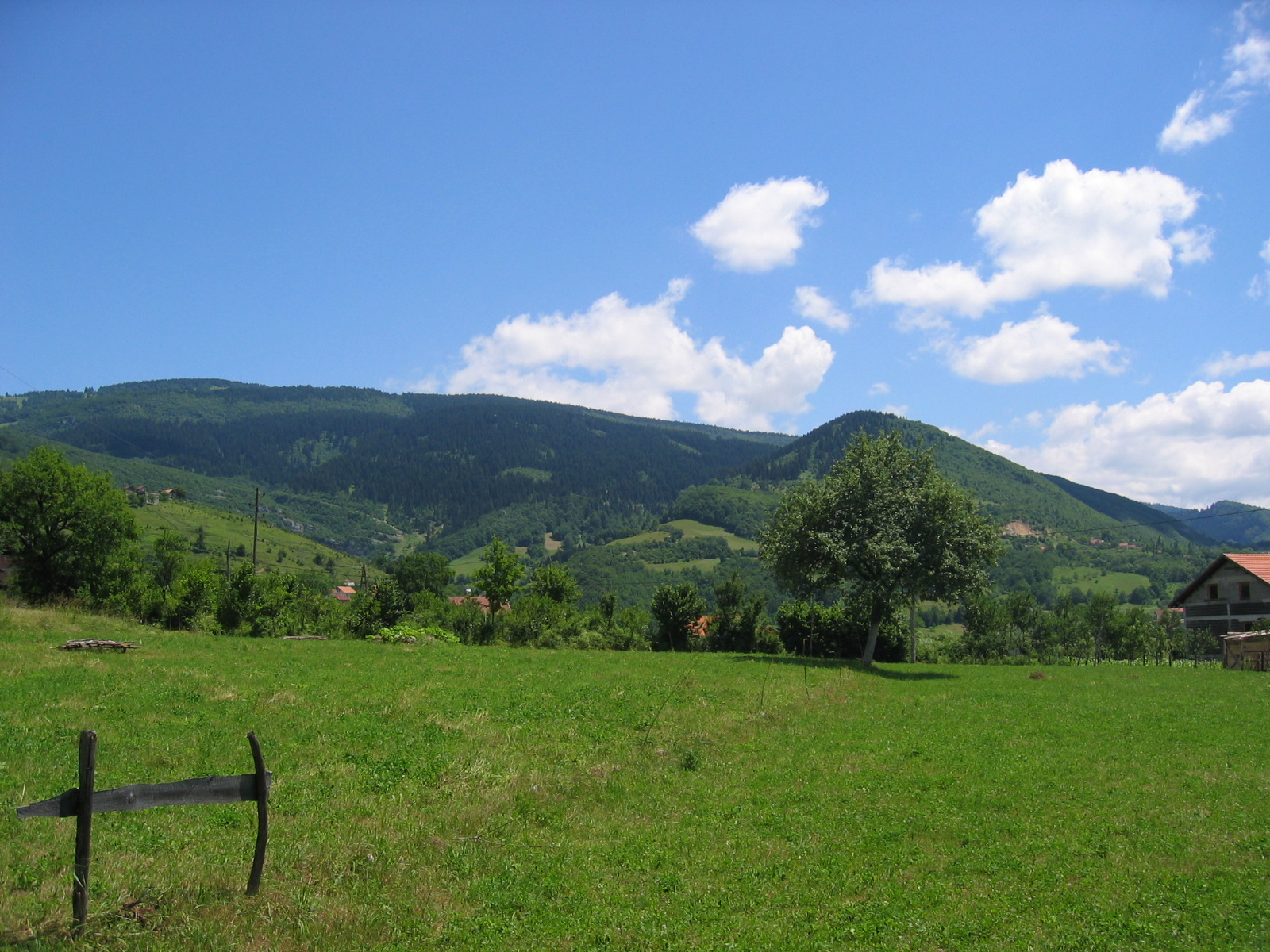
جبال في البوسنة
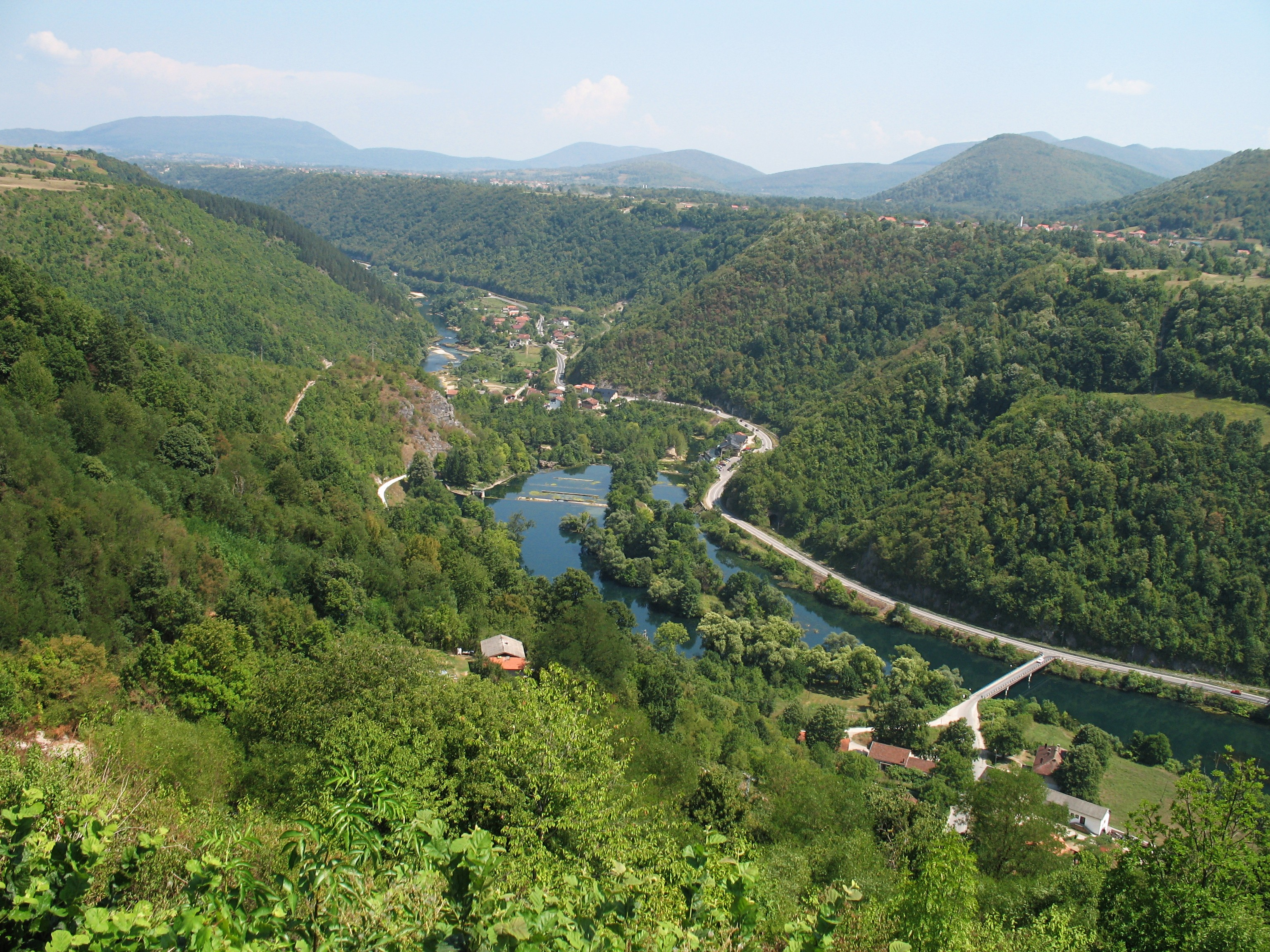
نهر أونا - (منظر من بريكوفيكا)